# Arfakmunia
Arfakmunia (Lonchura vana) är en hotad fågel i tättingfamiljen astrilder som förekommer på Nya Guinea.

## Utseende och läten
Arfakmunian är en 10 cm lång ljushuvad munia. Huvudet är grått, manteln och vingarna mörkbruna och stjärten och övergumpen ljusgul. På undersidan syns ett brungrått bröst, ett smalt grått band på nedre delen av bröstet och rostbrun buk. Lätet är ett ljust och tunt "ts ts ts...".

## Utbredning och status
Fågeln förekommer i Arfakbergen på nordvästra Nya Guinea. Den behandlas som monotypisk, det vill säga att den inte delas in i några underarter.

## Status
Arten har ett begränsat utbredningsområde, men beståndet tros vara stabilt. IUCN kategoriserar arten som livsr.

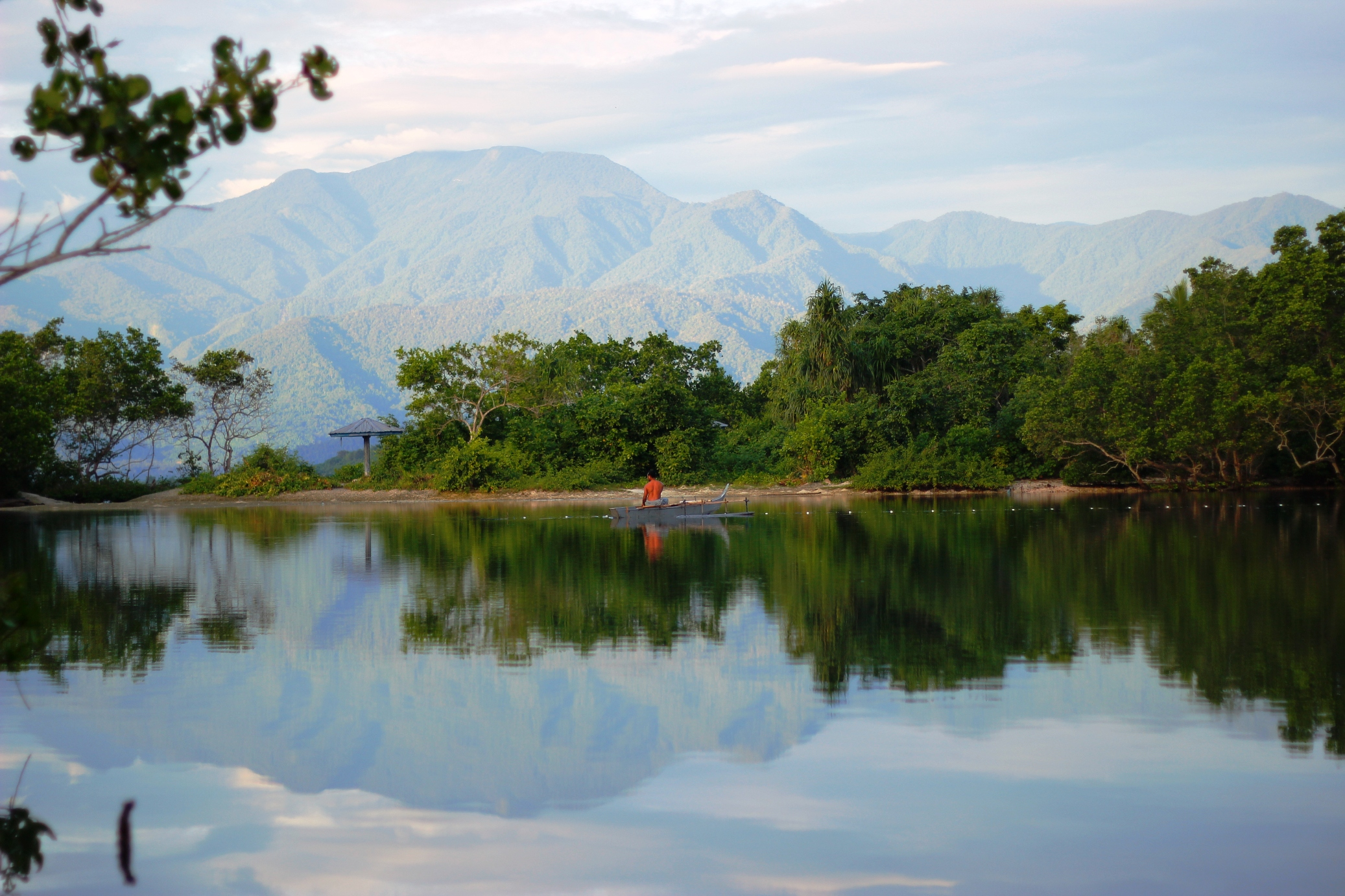
Fågeln förekommer endast i Arfakbergen på Vogelkophalvön.